# Tapeinidium pinnatum
Tapeinidium pinnatum là một loài thực vật có mạch trong họ Dennstaedtiaceae. Loài này được (Cav.) C. Chr. miêu tả khoa học đầu tiên năm 1906.